# Choerodon venustus
Choerodon venustus là một loài cá biển thuộc chi Choerodon trong họ Cá bàng chài. Loài này được mô tả lần đầu tiên vào năm 1884.

## Từ nguyên
Từ định danh venustus trong tiếng Latinh mang nghĩa là "xinh đẹp", hàm ý đề cập đến kiểu hình màu sắc bắt mắt của loài cá này.

## Phạm vi phân bố và môi trường sống
C. venustus là một loài đặc hữu của vùng biển nhiệt đới và cận nhiệt đới phía đông nước Úc, từ Cairns, Queensland trải dài đến Sydney, New South Wales, kể cả rạn san hô Great Barrier ngoài khơi. C. venustus sống ở khu vực có nền đáy cát hoặc đá vụn, gần các rạn san hô và bãi cạn ngoài khơi, được tìm thấy ở độ sâu khoảng từ 10 đến ít nhất là 95 m.

## Mô tả
Chiều dài lớn nhất được ghi nhận ở C. venustus là 65 cm. Vùng đầu (phía trên miệng) có màu xanh lục lam, chuyển sang đỏ ở hai bên thân, trắng ở dưới đầu và bụng. Vảy cá có các chấm xanh lam óng. Các vây có viền màu xanh ánh kim ở rìa. Cá con có thêm một đốm đen nằm ở thân sau, phía trên đường bên. Cá đực có màu sắc sặc sỡ hơn cá cái, đặc biệt là hai bên thân ửng màu đỏ tươi.
Số gai ở vây lưng: 13; Số tia vây ở vây lưng: 7; Số gai ở vây hậu môn: 3; Số tia vây ở vây hậu môn: 10; Số tia vây ở vây ngực: 16; Số gai ở vây bụng: 1; Số tia vây ở vây bụng: 5.

## Sinh thái học
Thức ăn của C. venustus có thể là những loài động vật có vỏ cứng, bao gồm giáp xác, nhuyễn thể và cầu gai. Mùa sinh sản của loài này diễn ra vào khoảng tháng 4 đến tháng 5. Như những loài trong chi Choerodon, C. venustus là một loài lưỡng tính tiền nữ.
Do bị đánh bắt quá mức, quần thể C. venustus ở đảo Masthead, nơi mà loài này có tỉ lệ tử vong cao nhất, đã chuyển đổi giới tính sớm hơn và ở kích thước nhỏ hơn so với những quần thể ở rạn san hô Swains.

## Thương mại
C. venustus chủ yếu được đánh bắt bởi những người câu cá giải trí và là một loài bị đánh bắt ngoài ý muốn trong ngành thương mại thủy sản.

### Trích dẫn
- Gomon, Martin F. (2017). “A review of the tuskfishes, genus Choerodon (Labridae, Perciformes), with descriptions of three new species” (PDF). Memoirs of Museum Victoria. 76: 1–111. doi:10.24199/j.mmv.2017.76.01.